# Mégléno-Roumains
- Daco-Roumains
- Aroumains
- Mégléno-Roumains
- Istro-Roumains

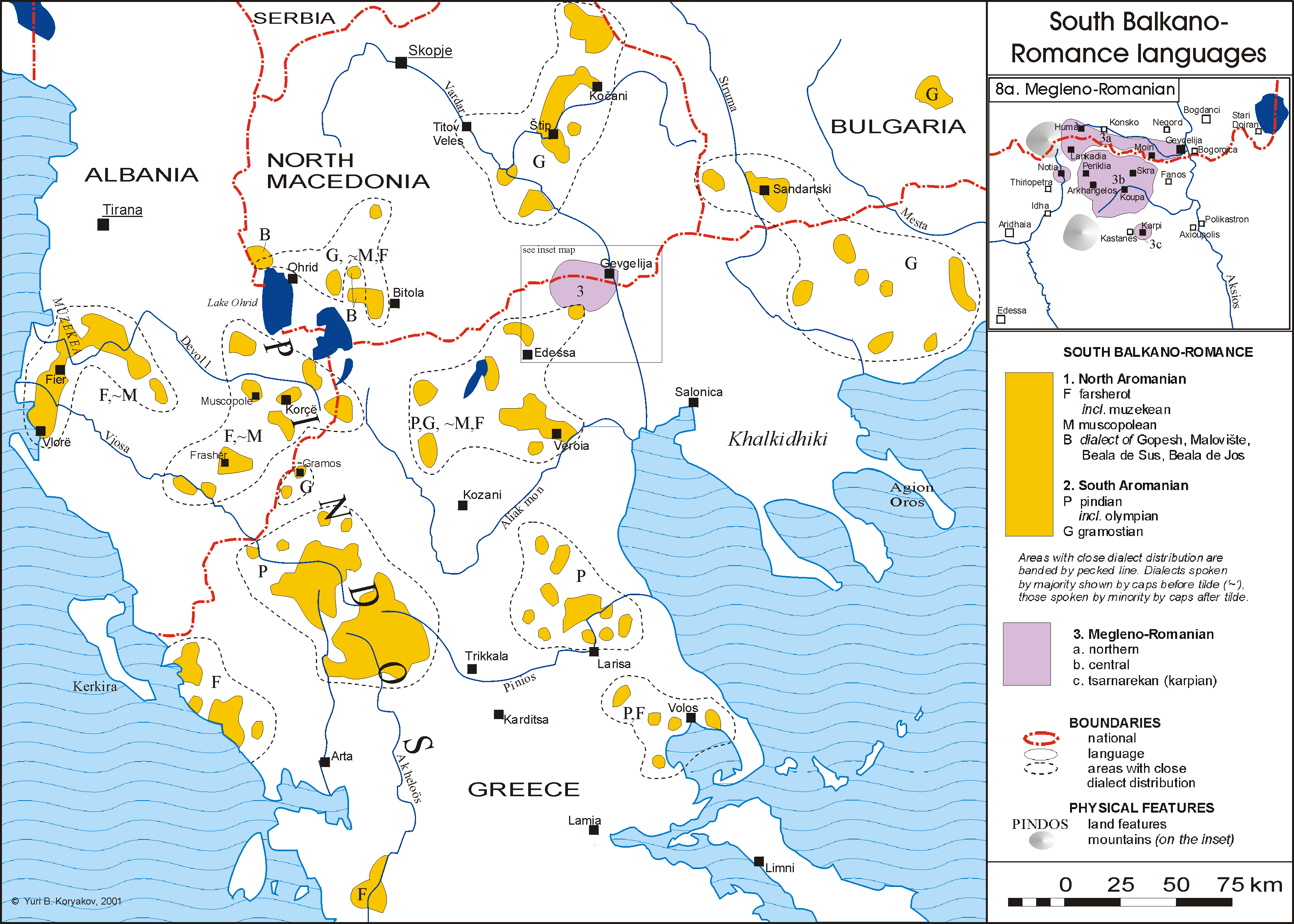
Romanité du Sud-Est
Aroumains
Mégléno-Roumains

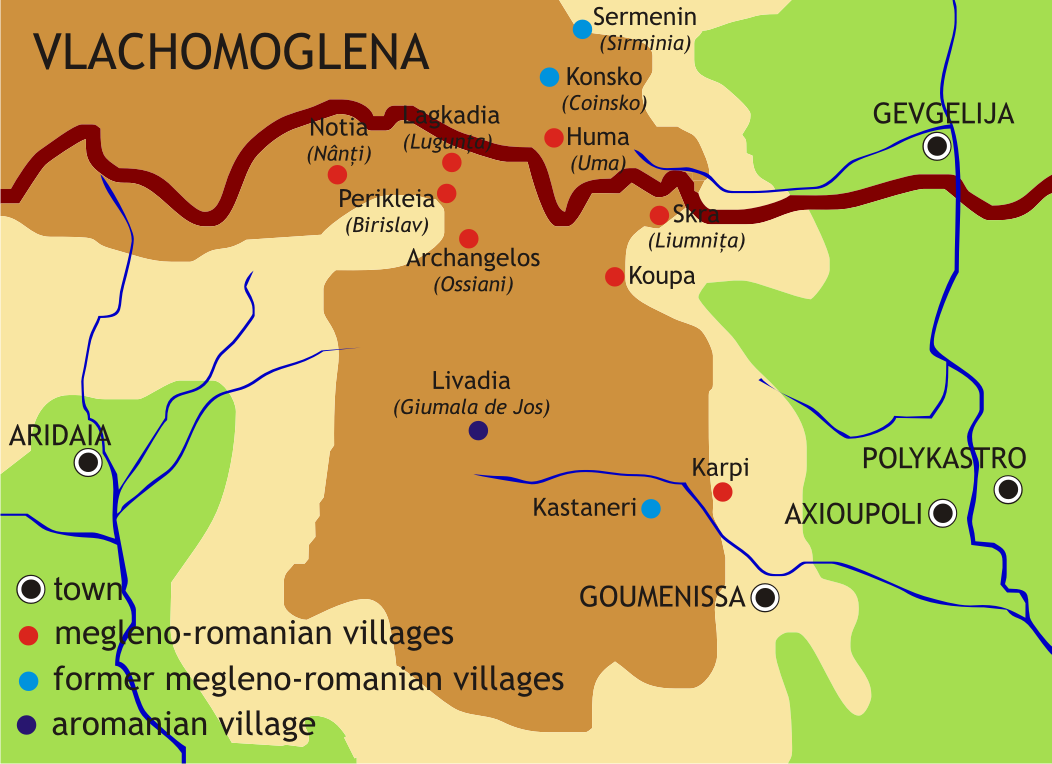
Moglénie
Ville
Localités habitées par des Mégléno-Roumains
Localités autrefois habitées par des Mégléno-Roumains
Localité habitée par des Aroumains

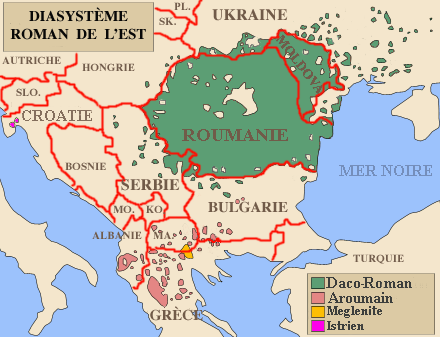
Romanité de l'Est
Daco-Roumains
Aroumains
Mégléno-Roumains
Istro-Roumains

Les Mégléno-Roumains (en mégléno-roumain vlaș, en grec Βλαχομογλενίτες (Vlachomoglenítes), appelés parfois en français Moglénites, Mégléniotes ou Mégléno-Romans) sont une population de langue romane orientale dont le groupe le plus grand habite en Grèce et des groupes plus petits en Macédoine du Nord, en Roumanie et en Turquie.
L'ethnonyme « Mégléno-Roumains » est un exonyme savant, se référant à la région historique de la Grèce du Nord, appelée Μογλενά (Mogléna), actuellement dans la périphérie de Macédoine-Centrale. Selon la plupart des chercheurs roumains, ils constituent l'une des communautés romanes orientales, à côté de ceux qu'on appelle Roumains, Aroumains et Istro-Roumains. Leur endonyme vlaș « Valaques » (singulier vla ou vlau̯) est lui aussi un exonyme à l'origine, utilisé traditionnellement par les peuples voisins qui, d'ailleurs, appelaient ainsi tous les locuteurs de langues romanes orientales, et l'utilisent aujourd'hui encore pour les Mégléno-Roumains.
Le nombre de Mégléno-Roumains ne peut être qu'estimé, puisqu'ils n'ont de statut officiel dans aucun pays et donc ne sont pas recensés comme tels. En tout cas, à la suite d'un processus d'assimilation continu, ils sont déjà très peu nombreux, 8 800 environ, tous pays confondus. Le nombre de ceux qui parlent encore mégléno-roumain est estimé seulement pour la Grèce et la Macédoine du Nord, à 2 800 personnes.

## Historique des recherches sur les Mégléno-Roumains
Les Mégléno-Roumains ont été et sont étudiés par peu de chercheurs. Le début des recherches qui les concernent peut être situé vers le milieu du XIXe siècle, quand ils sont mentionnés par des voyageurs. L'un d'eux est Basil Nikolaides, qui note en passant, dans un livre paru en 1859, qu'en Mogléna il y a une cinquantaine de villages bulgares et valaques. Plus tard, le diplomate et philologue autrichien Johann Georg von Hahn, dans une relation de voyage de 1867, constate qu'il s'agit d'un groupe ethnique différent des Aroumains, puisque leur idiome n'est pas le même que celui de ces derniers.
Par la suite, ce sont des linguistes qui s'occupent principalement des Moglénites, à commencer par l'Allemand Gustav Weigand (de). À la suite d'un voyage qui le fait passer par la Moglénie, il fait une description ethnographique de la région, et décrit pour la première fois l'idiome des Méglénites, auquel il donne en allemand le nom de Meglen, et publie pour la première fois des textes fournis par des informateurs locaux.
Au XXe siècle ce sont plutôt des chercheurs roumains qui publient des travaux à leur sujet et qui les nomment « Mégléno-Roumains ». Le plus important est Theodor Capidan (en), linguiste d'origine aroumaine vivant en Roumanie, qui publie une trilogie avec les résultats de ses recherches, en 1925, 1928 et 1935 (voir Sources bibliographiques et Bibliographie supplémentaire).

## Histoire des Mégléno-Roumains
L'histoire des Mégléno-Roumains est étroitement liée à celle des peuples au milieu desquels ils ont évolué en tant que minorité avec toutes les vicissitudes que ce statut comportait.

## Au Moyen Âge
À partir de quand on peut parler des Mégléno-Roumains comme d'un groupe distinct et comment celui-ci est apparu, sont des questions controversées, car il n'y a pas de sources écrites les concernant. L'historiographie roumaine estime que, comme les Aroumains, ils ne descendent pas directement de Thraces romanisés sur place dans la région de Méglénie même, mais qu'ils s'y sont installés en provenance de Mésie au VIe siècle, poussés vers le sud-ouest par l'arrivée des Slaves dans les Balkans. Une autre théorie cependant, en fait des Hellènes romanisés par l'influence commerciale, militaire et culturelle de la Via Egnatia. Quoi qu'il en soit, au VIIe siècle, des masses d'Avars et de Slaves pénétrèrent profondément au sud du Danube et la population romanisée se réfugia dans les montagnes. À cause de cela, son caractère de bloc compact se perdit et les Valaques commencèrent à se diviser selon les branches que l'on connaît aujourd'hui. En même temps, la vie dans les montagnes leur fit adopter un mode de vie pastoral et semi-nomade.
Sur l'origine des Mégléno-Roumains il y a plusieurs hypothèses. Weigand a vu en eux les descendants des fondateurs de l'État connu sous le nom de Regnum Bulgarorum et Blachorum soit « royaume des Bulgares et des Valaques » établis en Méglénie. L'historien tchèque Konstantin Jirecek, qui s'occupait de l'histoire des Slaves, considérait que les ancêtres des Valaques (dont les Mégléno-Roumains) étaient des Thraces romanisés mélangés à des Petchénègues et des Coumans, opinion partagée ultérieurement par Weigand aussi. Se basant sur l'étude de l'idiome des Mégléno-Roumains, Ovid Densușianu considérait qu'ils étaient des Roumains émigrés de Dacie au sud du Danube et établis parmi des Aroumains. Nicolae Iorga, de son côté, pensait que leurs ancêtres étaient des Valaques sud-danubiens prisonniers de l'empereur byzantin Basile II le Bulgaroctone qui les aurait forcé à s'établir dans les Rhodopes. Capidan constatait aussi que le mégléno-roumain présente, avec le roumain, davantage de ressemblances que l'aroumain, mais il ne considérait pas ce fait comme suffisant pour en conclure que les Mégléno-Roumains étaient des Daco-Roumains à l'origine. Il soutenait l'idée que les Mégléno-Roumains avaient constitué un bloc commun avec les Aroumains dans le Grand Balkan, puis qu'ils s'étaient séparés en migrant vers le sud où ils vécurent d'abord dans les Rhodopes (notamment dans la région de Vlahina) avant de s'établir en Moglénie. Ce processus aurait eu lieu selon lui au XIIe siècle ou au XIIIe siècle.
Au XIVe siècle, l'Empire ottoman étendit sa domination sur les Balkans, mais il fut relativement tolérant envers les chrétiens orthodoxes, de sorte que les Mégléno-Roumains aussi purent garder une certaine autonomie jusqu'au XIXe siècle, au prix d'être tout de même dans une situation d'infériorité par rapport à celle des musulmans car, comme tous les non-musulmans, ils payaient une double-capitation et devaient abandonner leur premier-né garçon aux janissaires. Près de la moitié d'entre eux, à commencer par le village de Nắnti (ou Nǫ́nti) se convertirent donc à l'islam, probablement au XVIIe siècle et au XVIIIe siècle, le phénomène ayant un caractère progressif. Cette conversion n'était pas insignifiante, car dans ce village et alentours vivaient près de la moitié des Mégléno-Roumains. Il y eut aussi des conflits, parfois sanglants, entre villages moglénites, tout d'abord pour des raisons économiques, mais qui revêtaient également une teinte clanique et religieuse.
S'établissant dans la plaine de la Moglénie aussi, les Mégléno-Roumains renoncèrent en partie au pastoralisme montagnard, en devenant agriculteurs, tandis que les Aroumains restèrent surtout bergers. Les Mégléno-Roumains produisaient des céréales, du raisin, d'autres fruits, des légumes, en faisant aussi de l'apiculture et de la sériciculture. Ils pratiquaient également toutes sortes de métiers artisanaux, leurs villages étant plus ou moins spécialisés dans la production d'objet en argent, d'armes, de harnais, d'outils en fer, de récipients en métal, de poterie, de vêtements, de tapis, de savon, d'objet en bois, de chaux. Ils commercialisaient aussi leurs produits dans des foires peu éloignées de leurs villages.

### DuXIXesiècleauXXIesiècle
Au XIXe siècle, l'Empire ottoman faiblissait de plus en plus et dans les Balkans des mouvements nationaux prenaient leur élan. Des Mégléno-Roumains chrétiens participèrent à des révoltes anti-ottomanes, par exemple à l'insurrection d'Ilinden, en 1903, avec des Bulgares, des Serbes et des Grecs. Celle-ci fut écrasée et parmi les insurgés emprisonnés il y avait des Mégléno-Roumains également. Cependant, cédant aux revendications et sous la pression de l'Allemagne, de l'Italie, de l'Autriche-Hongrie, de la Russie et de la Roumanie, l'État turc accorda aux Valaques aussi (Aroumains et Mégléno-Roumains considérés ensemble) les mêmes droits culturels, religieux et politiques qu'avaient les autres minorités : le droit d'utiliser leur langue dans les écoles et les églises, ainsi que des droits électoraux dans les conseils de l'administration locale. L'État roumain soutenait financièrement leurs écoles et cherchait ainsi à éveiller chez eux la conscience de l'appartenance au peuple roumain. Entre 1881 et 1912 il y eut un enseignement en roumain dans des écoles primaires et à l'école commerciale de Salonique. Ce n'était pas au goût de la Grèce où on proclamait officiellement que les Valaques faisaient partie de la nation grecque, conception acceptée par la plupart des Aroumains.
L'essor du mouvement des Jeunes-Turcs éveilla de nouveaux espoirs dans les rangs des Mégléno-Roumains et plusieurs prirent part à leur révolution en 1908, parce que les Jeunes-Turcs avaient promis d'abolir le système communautariste et d'établir l'égalité en droits de tous les habitants de l'empire, de quelque langue ou religion qu'ils fussent. Pour une brève période, les Mégléno-Roumains eurent la meilleure situation de leur histoire, car ce n'est qu'alors que furent respectées les dispositions légales adoptées en 1905. Eux aussi, ils purent participer à la vie politique avec des représentants dans l'administration locale, ayant même deux membres dans le parlement, un député et un sénateur, ainsi que des fonctionnaires dans des institutions centrales. Mais les Jeunes-Turcs ne persévérèrent pas dans leur politique, car ils voyaient dans les tendances autonomistes un danger pour l'unité de la Turquie. Cela éveilla de nouveau l'hostilité des peuples chrétiens des Balkans contre les Ottomans, hostilité alimentée par la Russie, qui voulait chasser complètement les Turcs des Balkans.
Des temps plus durs commencèrent pour les Mégléno-Roumains lorsque, en 1912, éclata la Première guerre balkanique. La Moglénie devint théâtre de guerre et fut obtenue par la Bulgarie, puis, en 1913, à la suite de la Deuxième guerre balkanique, par la Grèce. Pour les Valaques cela signifiait le début d'une intense politique d'assimilation. La Première Guerre mondiale amena de nouveau la guerre en Moglénie, les habitants de plusieurs villages mégléno-roumains étant dispersés, certains en territoire serbe, d'autres en territoire bulgare, d'autres encore en territoire grec.
Aux traités d'après-guerre, la frontière entre la Grèce et la future Yougoslavie passa à travers la Moglénie. Non seulement les Mégléno-Roumains se retrouvèrent divisés entre ces deux états, mais perdirent tous leurs droits fonciers et furent dépossédés des lieux de pâturage de montagne qu'ils avaient acheté à des propriétaires turcs.
Entre 1919 et 1922, un nouveau conflit militaire eut lieu entre la Grèce et la Turquie, réglé finalement par le traité de Lausanne de 1923. Des échanges de populations forcés étaient inscrits dans ce traité, dont la Roumanie et la Bulgarie étaient aussi signataires : musulmans de Grèce, Bulgarie et Roumanie envoyés en Turquie, Grecs de Turquie envoyés en Grèce à la place des Bulgares, Aroumains et Mégléno-Roumains de Grèce envoyés respectivement en Bulgarie et en Roumanie (en Dobroudja du Sud) à la place des Turcs. On déplaça de force 1,5 million de Grecs de Turquie en Grèce et 400 000 musulmans de Grèce en Turquie. Parmi ceux-ci il y avait 6 000 Mégléno-Roumains aussi, dispersés dans plusieurs localités. Par cela, la communauté des Mégléno-Roumains de la Moglénie diminuait encore plus, et la structure ethnique de la région se trouvait profondément changée par l'établissement de Grecs venus de Turquie. L'émigration débuta en 1925 et atteignit son apogée en 1926. Mal organisé par les autorités, l'établissement des Mégléno-Roumains se déroulait difficilement, et les terres qu'on leur avait promises ne leur étaient attribuées qu'avec retard. Malgré cela, l'immigration continua. En 1938 encore des Mégléno-Roumains auraient voulu aller en Roumanie mais ils n'y parvinrent pas, à cause de la situation internationale qui se compliquait à nouveau. En 1940, les 110 762 personnes recensées en Dobroudja du Sud en tant que « Macédoniens », dont 3 332 Mégléno-Roumains, les autres étant Aroumains, furent transplantés en Dobroudja du Nord dans le cadre de l'échange de populations entre Roumains de toutes origines vivant en Dobroudja du Sud désormais bulgare, et Bulgares vivant en Dobroudja du Nord restée roumaine. Les Mégléno-Roumains furent d'abord répartis provisoirement dans plusieurs villages du Sud de la Roumanie actuelle, et finalement regroupés à Cerna, un village du județ de Tulcea. L'attribution de nouveaux terrains agricoles pour eux se déroulait avec des difficultés, accrues en 1941 par l'entrée de la Roumanie en guerre. Cette attribution n'était pas encore finie en mars 1945, lorsque le régime communiste de Roumanie prit le pouvoir et commença la collectivisation. C'est pourquoi, des 400 familles environ de Cerna, 57 déménagèrent en 1946 dans le județ de Timiș, à la place d'Allemands du Banat qui avaient été expulsés.
Ceux restés en Moglénie ont eux aussi subi les vicissitudes de la Seconde Guerre mondiale, leur région étant durement occupée par la Wehrmacht. Il y a avait trois mouvements de résistance grecs, l'un dominée par les communistes et deux de droite, les trois ayant des membres Mégléno-Roumains. Après la guerre, les forces gouvernementales de droite entreprirent des actions d'intimidation contre les minorités soupçonnées d'être favorables au communisme. En 1946, une guerre civile éclata entre le gouvernement et les communistes, avec de nouveaux combats en Moglénie. Il y avait des Mégléno-Roumains des deux côtés, et leur communauté subit une nouvelle dispersion. Des villages reconquis, les forces gouvernementales chassèrent plusieurs centaines d'habitants qui arrivèrent dans des villes proches, et d'autres se réfugièrent en Yougoslavie. La guerre dura jusqu'en 1949 et à sa fin, les Mégléno-Roumains qui avaient été contre le gouvernement de droite émigrèrent en petits groupes dans plusieurs pays communistes : en Yougoslavie, non seulement en Macédoine mais jusqu'en Voïvodine, en Hongrie, en Roumanie, en Bulgarie, en Tchécoslovaquie, en Pologne et en Union soviétique. Petar Atanasov, linguiste mégléno-roumain vivant en Macédoine du Nord, en a trouvé même à Tachkent.

## Situation auXXIesiècle

### Nombre et répartition géographique
La première information sur le nombre de Mégléno-Roumains provient de Weigand qui l'estima à 14 000 en 1892. Des diverses estimations ultérieures, la plus importante est de 30 000, donnée du début du XXe siècle. Le nombre de Mégléno-Roumains n'a cessé de diminuer à la suite des événements historiques de la première moitié du siècle, des guerres balkaniques à la guerre civile de Grèce, qui ont brisé leur communauté et l'ont dispersée par des échanges de population et des émigrations. Dans la seconde moitié du siècle, la modernisation des sociétés a accéléré leur dispersion par le déménagement en ville et même par l'émigration en Europe Occidentale. Ces phénomènes ont provoqué l'assimilation de beaucoup de Mégléno-Roumains aux populations majoritaires, y compris par des mariages mixtes, favorisés par la religion commune.
Conformément à l'estimation d'Atanasov, en 2014 il y avait environ 5 500 Mégléno-Roumains en dehors de la Roumanie, et dans ce pays, l'historien roumain Virgil Coman a estimé en 1994 leur nombre à 2 500. L'historien allemand Thede Kahl a contacté des Mégléno-Roumains en Turquie et retenu en 2002 le nombre de 805 personnes de cette ethnie.
La plupart des Mégléno-Roumains vivent en Macédoine-Centrale grecque, où se trouve la région historique de Moglénie, dans les districts régionaux de Kilkís et de Pella, dans les localités L'úmniță (Σκρα – Skra), Cúpă (Κούπα – Koupa), Țărnaréca (Κάρπη – Karpi), Oșíń (Αρχάγγελος – Archagghélos), Birislắv (Périkléia) Lundzíń (Λαγκάδια – Lagkadia (en)) et Nắnti/Nǫ́nti (Νότια – Notia (en)). Près de la frontière avec la Grèce, en Macédoine du Nord, la plupart des habitants du village de Umă (Хума – Huma) étaient mégléno-roumains mais pratiquement tous ont déménagé dans la ville de Gheorghelíă (Гевгелија - Guevgueliya).

### Assimilation des Mégléno-Roumains
L'assimilation des Mégléno-Roumains a été continue depuis le Moyen Âge mais relativement lente jusqu'au début du XXe siècle. Ils vivaient dans leurs villages relativement isolés, avec leurs occupations séculaires. Ceux qui étaient chrétiens étaient exclus des positions importantes dans la hiérarchie de l'État ottoman, ce qui a favorisé la préservation de leur mode de vie traditionnel. Par ailleurs, les Ottomans n'ont pas organisé de système scolaire pour les chrétiens et le turc était la seule langue utilisée officiellement. Par contre, dans les familles et dans les villages on ne parlait que mégléno-roumain, seuls les hommes qui allaient à la ville étant bi- ou trilingues. C'est ainsi qu'a pu être préservée également la langue maternelle des Mégléno-Roumains.
À partir du XXe siècle, l'assimilation des Mégléno-Roumains s'est accélérée à cause des événements historiques qui ont mené à leur dispersion, des phénomènes sociaux en général et de la politique d'assimilation des États en particulier. À cela se sont ajoutées la modernisation des sociétés et la scolarisation dans une langue autre que la maternelle. Un facteur d'assimilation de plus était que les Mégléno-Roumains n'ont jamais eu de conscience nationale propre, seule une partie de leur élite avait la conscience d'appartenir à la nation roumaine. Dans le premier quart du XXIe siècle, ils se considèrent comme Grecs en Grèce, Macédoniens ou Valaques (ensemble avec des Aroumains) en Macédoine du Nord, Roumains en Roumanie et Turcs en Turquie. Il est vrai aussi qu'ils n'ont pas de possibilité officielle de se déclarer Mégléno-Roumains.
Comme le mégléno-roumain n'a pas d'aspect écrit, il n'a pas non plus de littérature cultivée. Toutefois, beaucoup de textes littéraires folkloriques ont été notés par des linguistes. Après les textes publiés par Weigand, d'autres recueils ont paru, ceux de Pericle Papahagi (en), Ion Aurel Candrea et Theodor Capidan. Les plus récents sont les recueils de Dionisie Papatsafa et de Dumitru Ciotti.
Il existe un ouvrage d'un autre genre : une brochure sur la sériciculture, avec une graphie adaptée de celle du roumain et des emprunts lexicaux à cette langue.
L'idiome mégléno-roumain est en voie de disparition, étant inscrit dans l'Atlas UNESCO des langues en danger dans le monde.
Il y a très peu d'organisations culturelles ou autres mégléno-roumaines, en comparaison avec celles qui existent chez les Aroumains et même chez les Istro-roumains. Il y a bien à Cerna (județ de Tulcea), un village à population majoritairement d'origine mégléno-roumaine de Roumanie, l'ensemble folklorique « Altona » et l'association « Altona » auxquels participent les élèves de l'école et collège Panait-Cerna. Ces trois entités, ainsi que les familles qui préservent l'héritage culturel moglénite ont permis à la musicologue roumaine Mirela Kozlovsky d'enregistrer dans le village des ballades, d'autres genres de chansons et de la musique instrumentale accompagnant les danses. Les Mégléno-Roumains de Cerna se sentent roumains, mais en même temps ils ont conscience de la spécificité de leurs traditions, ce qui assure la cohésion de leur groupe. Seuls les plus vieux, dont quelques-uns sont nés en Moglénie, parlent un peu mégléno-roumain mais ils arrivent à transmettre même aux plus jeunes, qui ne connaissent pas la langue, ce qui reste des traditions, et cela est pratiqué sur scène lors de festivals et de fêtes.

### Sources bibliographiques
- (ro) Atanasov, Petar, Meglenoromâna astăzi [« Le mégléno-roumains aujourd'hui »], Bucarest, Editura Academiei Române, 2002
- (en) Atanasov, Petar, « The Current State of Megleno-Romanians. Megleno-Romanian, an Endangered Idiom » [« État actuel des Mégléno-Roumains. Le mégléno-roumain, un idiome en voie de disparition »], Memoria ethnologica, XIVe année, no 52-53, juillet-décembre 2014, p. 30-37 (consulté le 29 juin 2017)
- (ro) Capidan, Theodor, Meglenoromânii [« Les Mégléno-Roumains »], 1er vol. : Istoria și graiul lor [« Leur histoire et leur dialecte »], Bucarest, Cultura Națională / Academia Română. Studii și Cercetări VII, 1925 (consulté le 26 avril 2023)
- (ro) Coman, Virgil, « Scurtă privire asupra meglenoromânilor până la sfârşitul secolului al XX-lea » [« Aperçu des Mégléno-Roumains jusqu'à la fin du XXe siècle »], Berciu-Drăghicescu, Adina (dir.), Aromâni, meglenoromâni, istroromâni: aspecte identitare și culturale [« Aroumains, Mégléno-Roumains, Istro-roumains : aspects identitaires et culturels »], Bucarest, Editura Universității din București, collection IEH, 2012  (ISBN 978-606-16-0148-6), p. 109-230 (consulté le 29 juin 2017)
- (de) Hahn, Johann Georg von, Reise durch die Gebiete des Drin und Wardar [« Voyages dans les régions du Drin et du Vardar »], Vienne, K. Gerold und Sohn, 1867 (consulté le 26 avril 2023)
- (en) Kahl, Thede, « Language Preservation, Identity Loss: the Meglen Vlachs » [« Préservation de la langue, perte de l'identité : les Valaques de Mogléna »], Memoria ethnologica, XIVe année, no 52-53, juillet-décembre 2014, p. 38–47 (consulté le 10 avril 2016)
- (de) Kahl, Thede, « Zur Islamisierung der meglenitischen Vlachen (Meglenorumänen): Das Dorf Nânti (Nótia) und die „Nântinets” in der heutingen Türkey » [« Sur l'islamisation des Valaques méglénites (Mégléno-Roumains) : le village de Nânti (Nótia) et les ”Nântinets” dans la Turquie d'aujourd'hui »], Zeitschrift für Balkanologie, vol. 38, no 1 + 2, 2002, Wiesbaden, Harrassowitz
- (ro) Kozlovsky, Mirela, « Trăsăturile specifice muzicii tradiționale a meglenoromânilor din Cerna (jud. Tulcea) » [« Les traits spécifiques de la musique traditionnelle des Mégléno-Roumains de Cerna (județ de Tulcea) »], Berciu-Drăghicescu, Adina (dir.), Aromâni, meglenoromâni, istroromâni: aspecte identitare și culturale [« Aroumains, Mégléno-Roumains, Istro-roumains : aspects identitaires et culturels »], Bucarest, Editura Universității din București, collection IEH, 2012  (ISBN 978-606-16-0148-6), p. 344-389 (consulté le 29 juin 2017)
- (ro) Lozovanu, Dorin, « Meglenoromânii – aspecte istorice, geografice, etnoidentitare şi etnodemografice » [« Les Mégléno-Roumains – aspects historiques, géographiques, ethno-identitaires et ethno-démographiques »], Berciu-Drăghicescu, Adina (dir.), Aromâni, meglenoromâni, istroromâni: aspecte identitare și culturale [« Aroumains, Mégléno-Roumains, Istro-roumains : aspects identitaires et culturels »], Bucarest, Editura Universității din București, collection IEH, 2012  (ISBN 978-606-16-0148-6), p. 310-343 (consulté le 29 juin 2017)
- Moseley, Christopher et Nicolas, Alexandre, Atlas des langues en danger dans le monde, 2de édition, Paris, UNESCO Publishing, coll. Mémoire des peuples, 2010,  (ISBN 978-92-3-204096-1) (consulté le 26 avril 2023)
- (ru) Naroumov, B. P., « Мегленорумынский язык/диалект » [« Le mégléno-roumain »], I. I. Tchélychéva, B. p.|Naroumov, O. I. Romanova (dir.), Языки мира. Романские языки [« Les langues du monde. Les langues romanes »], Moscou, Akademia, 2001  (ISBN 5-87444-016-X), p. 671-681
- (fr) Nikolaides, Basil, Les Turcs et la Turquie contemporaine, tome 2d, Paris, F. Sartorius, 1859 (consulté le 29 juin 2017)
- (en) Sedlar, Jean W., East Central Europe in the Middle Ages, 1000–1500 [« L'Europe Centrale et de l'Est au Moyen Âge »], University of Washington Press, 2011  (ISBN 0-295-97291-2) (consulté le 29 juin 2017)
- (de) Weigand, Gustav, Vlacho-Meglen, eine ethnographisch-philologische Untersuchung [« La Mogléna valaque, recherche ethnographico-philologique »], Leipzig, Johann Ambrosius Barth, 1892 (consulté le 26 avril 2023)